# Zeaflorilus
Zeaflorilus es un género de foraminífero bentónico de la subfamilia Nonioninae, de la familia Nonionidae, de la superfamilia Nonionoidea, del suborden Rotaliina y del orden Rotaliida. Su especie tipo es Nonionella parri. Su rango cronoestratigráfico abarca desde el Helvetiense (Mioceno medio) hasta la Actualidad.

## Clasificación
Zeaflorilus incluye a las siguientes especies:
- Zeaflorilus parri
- Zeaflorilus stachei